# Intensitat sonora
La intensitat sonora es defineix com la quantitat d'energia sonora (potència acústica) que travessa per segon una superfície. La intensitat depèn de l'amplitud de l'ona, perquè com més gran sigui l'amplitud de l'ona, major és la quantitat d'energia (potència acústica) que genera i, per tant, major és la intensitat del so. La intensitat del so que es percep subjectivament que és el que es denomina sonoritat i permet ordenar sons en una escala del més fort al més dèbil. La intensitat sonora disminuïx amb la distància de la font. Disminuïx 6,02 dB cada vegada que es duplica la distància a què es troba la font sonora (amb una relació quadràtica inversa).